# Ruderakademie Ratzeburg

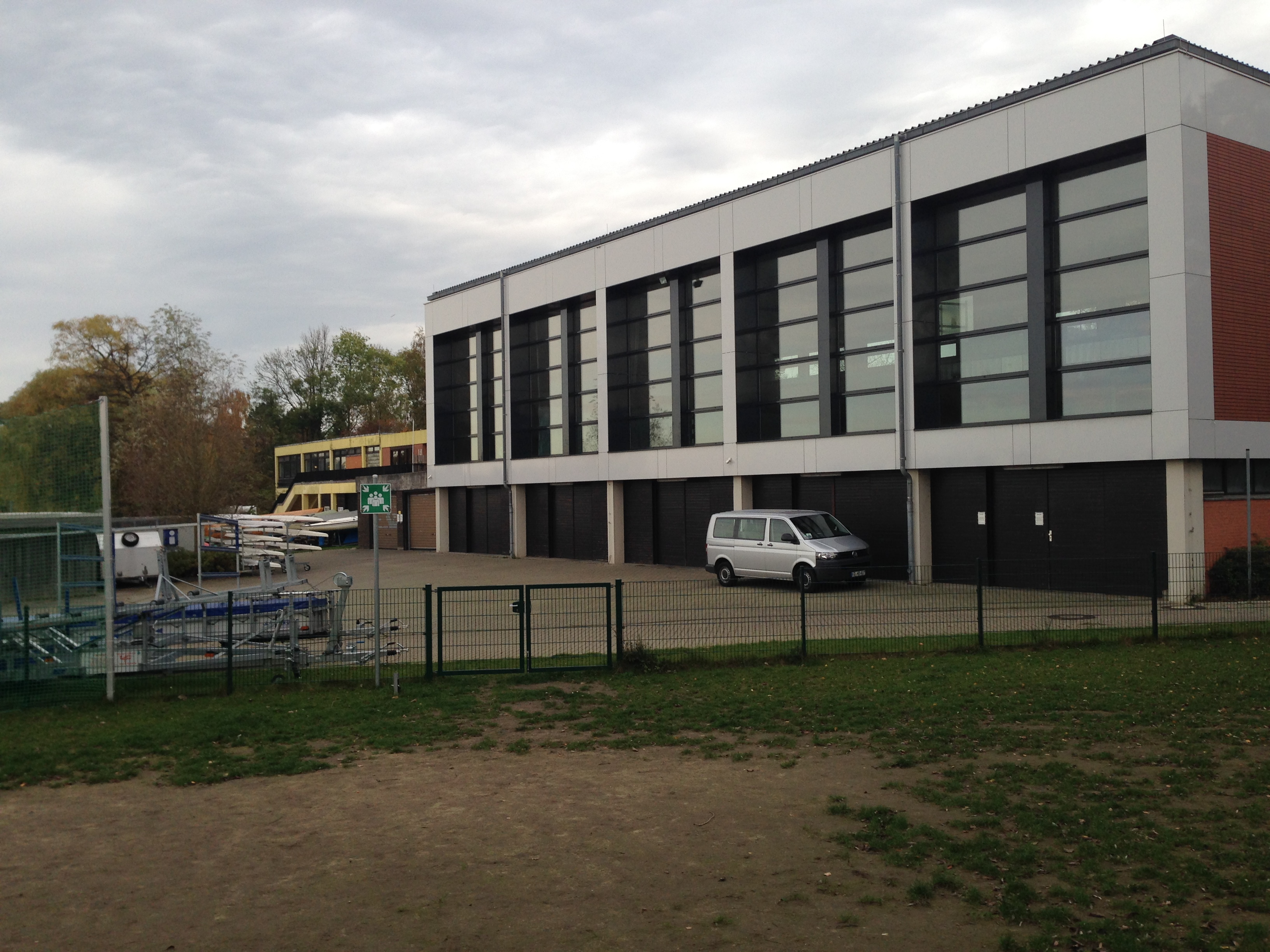
Ruderakademie Ratzeburg

Die Ruderakademie Ratzeburg ist der zentrale Standort der Schwerpunktsportart Rudern des Olympiastützpunkts Hamburg/Schleswig-Holstein, Bundesstützpunkt des Deutschen Ruderverbands und das Landesleistungszentrum des Ruderverband Schleswig-Holstein. Sie liegt in Ratzeburg auf dem Domhof am Ratzeburger See.

## Geschichte
Die Ruderakademie wurde 1966 unter Karl Adam gegründet, der damals Trainer des Deutschland-Achters war und mit diesem zwei Olympiasiege erringen konnte. Der Achter trainierte damals an der Ruderakademie. Adam blieb Direktor bis zu seinem Tode 1976, als ihm Jürgen Zander als Akademieleiter nachfolgte. Zum Ende der 1980er-Jahre war die Akademie aufgrund mangelhafter Ausstattung von der Schließung bedroht, die jedoch durch Modernisierungen abgewendet werden konnte.
Die Anlagen werden seit der Gründung der Akademie von Kaderathleten des Deutschen Ruderverbandes genutzt. Es werden außerdem Fortbildungen, Seminare und Trainerlizenz-Kurse über den Verband angeboten.
Im Sportinternat Ratzeburg der Ruderakademie können Nachwuchsruderer ab dem 15. Lebensjahr eine koordinierte schulische und sportliche Laufbahn einschlagen.

## Ausstattung
Im Gebäude der Ruderakademie befinden sich mehrere Einzel- und Doppelzimmer für Athleten und Trainer mit insgesamt 38 Betten. Darüber hinaus stehen ein Seminarraum und Aufenthaltsräume sowie eine Sporthalle und Bootshallen mit verschiedenen Ruderbooten und motorisierten Begleitbooten zur Verfügung. Das Rudertraining findet von der Ruderakademie ausgehend auf dem Küchensee im Albano-System oder bei wenig Wellengang auf dem größeren Ratzeburger See statt.